# 澎湖：風和沙之島
《澎湖：風和沙之島》（義大利語：Pescadores: isole del vento e della sabbia），作者為天主教靈醫會義大利籍神父羅德信（義大利語：Fr. Antonio Crotti，1915－1987），在1953年間前往台灣海峽中的澎湖島上傳教，期間創建當地的天主教會，駐留多年，羅德信神父遂將澎湖生活期間的所見所聞撰寫成本書，並於1968年在義大利出版；中譯本則於2019年由澎湖縣政府文化局發行。

## 作者簡介
作者羅德信神父在1915年出生於義大利的聖瑪丁諾（San Martino in Riparotta），18歲進入天主教醫靈會，於25歲晉鐸為神父。第二次世界大戰（1939－1945年）期間，羅德信因具備歷史學背景，曾被派往羅馬進行聖嘉民傳記的撰寫工作。1946年，羅德信赴往中國雲南省宣教六年，並醫治當地的痲瘋病患。1950年至1952年兩年期間，羅德信神父和其他醫靈會會士不幸遭到群眾批鬥、扔石頭、甩耳光等暴力相向，甚至送入法庭審判並被拘禁，直到1952年才獲得共產黨委員發放的香港通行證，准允出境。
1952年，羅德信離開香港後來到台灣，雖然在中國的傳教事業受挫，但他依然秉持樂觀的態度，自告奮勇為靈醫會尋找一個「未開發」的地區。來台灣一個月後，他專程從台南搭飛機到澎湖，親自考察民情，停留三日才返回台灣，在回覆上級的報告中寫著：「那裡風很大、沙很多，但也充滿了希望。」1953年，羅德信正式展開在澎湖傳播福音的生涯，總計18年。
羅德信1968年出版此書時，署名是「Koshenfu」，原意為「柯神父」。他最初在雲南宣教時採用的中文姓氏為柯，乃由於柯姓與他本姓「柯羅奇（Crotti）」的第一個音節接近的緣故。不過1952年來到台灣之後，他擔心繼續使用「柯神父」會連累過去認識的朋友，才將他的中文姓名改成「羅德信」。:10

## 作品簡介
- 〈前言〉

〈前言〉部分由靈醫會會士 Giovanni Artieri 所述，在前言中提及1952年之時，羅德信才剛從中國逃出，兩人於香港九龍地區的飯店會晤的回憶，當時羅德信的言語充斥對未來何去何從的迷惘。不久之後，便聽聞羅德信前往他口中「遠東最遙遠最窮困」的地方、也就是澎湖群島（Pescadores）傳教。:14-23
- 〈第一篇：不可測的地理環境〉

1953年左右的澎湖島上約有12萬人，其中約八成居民都從事漁業。當地缺少樹木、河流和各種植被，瀰漫焦土荒蕪的氛圍，Giovanni Artieri 曾形容1961年的澎湖是「地球上最奇怪，最荒涼的地方之一，它們屬於不可預測的地理景觀」。每年冬季（10月至隔年3月）全島便被強烈的東北季風壟罩，淡水缺乏問題始終困擾著居民，由於土地乾旱多沙，農產僅限花生、高粱、番薯等作物，生活環境非常惡劣，導致澎湖人口外移狀況十分普遍，假使這群人沒有移民到台灣本島，那麼今日澎湖約莫有五十萬的人口；根據羅德信補述，至少有二十五萬的澎湖人移居高雄，佔了當時高雄全人口的三分之一。:26-44
- 〈第二篇：澎湖素描〉

這部分描述澎湖各種庶民風情，從興建碼頭，到逛市場和中醫把脈。甚至親自體驗抓龍（按摩），還真解決他筋骨宿疾。1957年11月15日光盛輪二號沈船事件的紀錄。在1960年代湖西鄉沙港村還有「獵捕海豚」活動，每年二月和七月舉行，羅德信記錄一場在1965年2月的獵捕行動，總計有200隻海豚被拖到岸上，每隻約兩百公斤重，身長約3公尺，在岸上一直拍動身軀、頭頂噴水，不斷哀鳴。獵捕海豚行動還會因分配不均，發生村落間鬥毆狀況。當時村民獵捕海豚是為取食海豚肉，並非經濟因素，聽聞村民說法，海豚肉口感極佳，「比牛肉差一點」。:45-96
- 〈第三篇：漁船外島之旅〉

羅德信除了在本島佈道、行醫之外，也常常會搭船至澎湖其他偏遠的離島，發放物資、二手衣物。這些島嶼在當時的眼光看來，生活環境都極差，有些島嶼至今已廢村，所以羅德信本篇遊記可謂是十分珍貴的探訪紀錄。1960年代羅德信探訪島嶼有漁翁島（西嶼鄉）、七美島、望安島、東嶼坪（25戶）和西嶼坪（35戶）、西吉（約100戶）、花嶼、鳥嶼（1000人左右）、員貝嶼（33戶）、大倉嶼（250人左右）等。:97-128
- 〈第四篇：傳統與信仰〉

這篇章敘述許多澎湖當地的宗教（乩童）、民俗（婚宴）和迷信（懷孕不能移動桌子），政府方面並不鼓勵民間花錢蓋宮廟，但民眾仍是熱此不疲。:129-182
- 〈第五篇：歷史和傳說〉

羅德信雖是外國人，因主修過歷史，非常熱衷爬梳澎湖過往的歷史文獻。本篇專文寫澎湖經歷的政權流變，如荷領時期、明鄭時期，日本統治五十年的影響，特別提到1885年法國遠征軍攻佔澎湖時（澎湖之役），澎湖居民普遍對法軍將領孤拔印象不錯，「指揮官真的非常善良，對窮人充滿同情心」。:183-215

## 中譯本

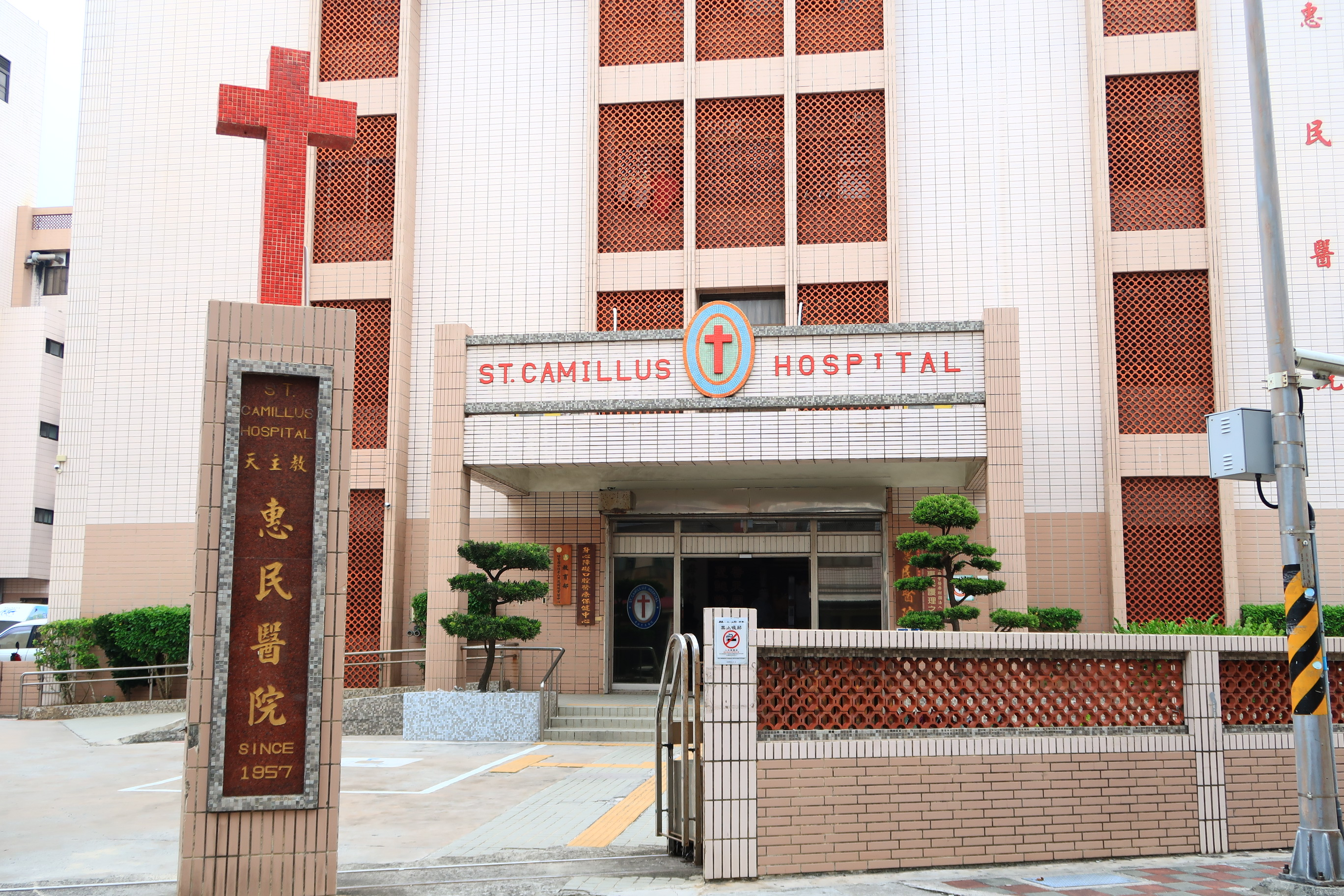
1957年，天主教靈醫會會士創辦於馬公市的惠民醫院。

該書義大利原文版收藏於羅東聖母醫院的史蹟館之中，陳仁勇醫師不忍該書長久塵封，遂向澎湖縣文化局聯絡，提出翻譯成中文的想法，獲得該處室欣然同意，且願意替其出版。爾後，陳仁勇透過呂若瑟神父（義大利語：Giuseppe Didone，1940－）牽線，獲得靈醫會中譯版版權，並延請輔仁大學的廖心慈著手翻譯業務。此外，由於作者在語言上和文化上的隔閡，敘述時不免造成與現實狀況的落差，特別商請澎湖當地文史工作者許玉河進行校閱和補註的工作:13，中譯本才順利於2019年12月出版。

## 外部連結
- 澎湖靈醫會士列表
- 馬公天主堂
- 惠民醫院
- 何義士